# Llarga cua
La llarga cua (en l'original en anglès "The Long Tail") va ser una expressió adoptada per Chris Anderson en un article de la revista Wired d'octubre de 2004 per descriure determinats tipus de negocis i models econòmics com ara Amazon.com o Netflix. Ho va fer a partir d'un text publicat per Clay Shirky, un dels seus redactors. El terme llarga cua s'utilitza normalment en estadística en relació amb distribucions de riquesa o amb l'ús del vocabulari.

## La llarga cua en estadística

La llarga estela, en color groc, pot comprendre una àrea fins i tot major que la de la primera part de la funció.

La llarga cua és el nom col·loquial per una característica ben coneguda de les distribucions estadístiques (Zipf, Llei de potències, distribucions de Pareto o / i en general distribucions de Lévy). La característica és també coneguda com a heavy tails, power-law tails, o les cues de Pareto. Aquestes distribucions són semblants al gràfic de l'esquerra.
En aquestes distribucions una àmplia freqüència o gran freqüència de transaccions és seguida per una baixa freqüència o baixa amplitud de la població que disminueix gradualment. En molts casos, els esdeveniments de baixa freqüència o escassa amplitud -la llarga cua, representada aquí per la porció groga del gràfic- poden arribar a la major part del gràfic.

## L'evolució social i la llarga cua segons Chris Anderson
Internet i l'entorn digital han canviat les lleis de distribució i les regles del mercat. Per Chris Anderson, la reducció del cost d'emmagatzematge i distribució permeten que ja no sigui necessari focalitzar el negoci en pocs productes. Es distingeixen dos tipus de mercats. El mercat de masses: centrat en l'alt rendiment de pocs productes i les vetes de mercat: es basa en la suma o acumulació de totes les petites vendes de molts productes, que poden igualar o superar al primer. Tots dos mercats són els que es troben representats en el gràfic de The Long Tail, són el cap i la cua del gràfic respectivament.

## El mercat de masses
És el mercat tradicional que presenta limitacions geogràfiques i físiques: les empreses necessiten concentrar una audiència nombrosa i generar una gran demanda en un àmbit geogràfic manejable i rendible pel seu negoci. També el cost d'emmagatzematge i de distribució fa que se centrin en pocs articles de fàcil i ràpida venda.
Ex.1. Botigues de discos: només mostraran els discs d'interès per a una audiència àmplia.
Ex.2. Llibreria: no acumularan llibres que només compressin un reduït nombre de persones, prefereixen obtenir un volum alt de vendes de productes hits.
En aquest sentit es regia també per la Llei de Pareto o regla del 80/20. Aquesta recomanava centrar-se en el 20% dels productes i usuaris per a obtenir el 80% d'ingressos.

## La veta de mercat
En l'entorn digital, els costos d'emmagatzematge i distribució disminueixen considerablement. Són baixos, de manera que permet a les empreses disposar d'un ampli catàleg de productes diferents i cobrir una extensa gamma de gustos i interessos.
Per exemple, Amazon està totalment diversificada en diferents línies de productes i ofereix DVD, CD de música, programari, videojocs, electrònica, roba, mobles, menjar, llibres, ... tot i que inicialment era una llibreria en línia que oferia productes poc coneguts per la majoria, però sí específics.
Pot ser que sembli que aquestes botigues en línia venguin poc, però sumats tots els productes poden generar un gran benefici. En aquest sentit, el món digital sembla superar la llei de Pareto exposada en l'apartat anterior. En aquest sentit, moltes de les empreses d'èxit en línia fan servir en la seva estratègia la Long Tail, oferint productes populars, altres de menys popularitat i altres "rars". Així donen resposta a tots tipus de segments, d'interessos i de vetes de mercat.

## Com sorgeixen les llargues cues
Perquè una llarga cua sigui possible hi ha d'haver un gran activador econòmic que redueixi els costos d'accés a les vetes.
Per explicar la caiguda dels costos generalment es parla de tres forces.
Força 1: La democratització de les eines de producció.
Un exemple d'aquesta democratització és l'ordinador personal. Tots podem convertir-nos en un productor i escriure i publicar les nostres idees, filmar un curtmetratge, gravar un disc ... D'aquesta manera, el mercat de veta creix amb gran rapidesa i s'estén la llarga cua cap a la dreta.

Força 2: La democratització de les eines de distribució.
Amb el nostre ordinador tots podem produir, però és amb Internet ens hem convertit en els nostres propis distribuïdors.
Internet ens permet arribar a més persones amb un cost més baix, augmentant les vendes i engreixant els continguts disponibles a la llarga cua.
Força 3: Connectar l'oferta i la demanda.
La informació i les recomanacions disponibles a la web ens permeten connectar de manera instantània amb l'oferta i la demanda, i ens evita la necessitat d'invertir en altres mitjans de publicitat.
Això es pot aconseguir per exemple, des de la recerca de recomanacions a iTunes, opinions i debats sobre un producte de Google, passant pel boca a boca des dels blocs fins a les ressenyes dels usuaris.
Per als consumidors l'efecte de tot això és que es redueixen els costos de cerca a l'hora de trobar continguts de veta. I amb reduir costos no ens referim només econòmicament, sinó també de temps perdut, d'esforç i mala estona.
Encara que a efectes monetàriament també podem evitar compres equivocades i pagar preus elevats per alguna cosa quan no hem pogut trobar una alternativa.
Tot el que permet trobar el que un desitja al preu que un desitja redueix els costos de cerca.